# The Portrait
The Portrait is een Amerikaanse dramafilm uit 1993 onder regie van Arthur Penn.

## Verhaal
De schilderes Margaret Church krijgt de kans om te exposeren. Wanneer ze aankomt bij haar ouders, blijkt dat ze bezig zijn te verhuizen. Haar vader blijkt bovendien erg vergeetachtig te worden. 

## Rolverdeling
| Acteur            | Personage        |
| ----------------- | ---------------- |
| Gregory Peck      | Gardner Church   |
| Lauren Bacall     | Fanny Church     |
| Cecilia Peck      | Margaret Church  |
| Paul McCrane      | Bartel           |
| Donna Mitchell    | Marissa Pindar   |
| Joyce O'Connor    | Samantha Button  |
| Mitchell Laurance | Ted Button       |
| William Prince    | Hubert Hayden    |
| Augusta Dabney    | Elizabeth Hayden |
| John Murphy       | Charles Wicstrom |
| Marty McGaw       | Amelia Wicstrom  |
| John Bennes       | Bradley          |
| Ed Lillard        | Alan             |
| David Chandler    | Andre            |
| Lucille Patton    | Verkoopster      |